# 布科夫鄉
44°58′N 26°5′E / 44.967°N 26.083°E
布科夫鄉（羅馬尼亞語：Comuna Bucov, Prahova），是羅馬尼亞的鄉份，位於該國中南部，由普拉霍瓦縣負責管轄，面積49平方公里，海拔高度170米，2007年人口10,755，人口密度每平方公里219人。